# Маттеуччи, Карло
Карло Маттеуччи (итал. Carlo Matteucci, 21 июня 1811, Форли — 25 июля 1868, Ливорно) — итальянский физик и государственный деятель.

## Биография

### Образование
В 1825 году поступил и 1828 году окончил Болонский университет, затем, с октября 1829 года, обучался в Политехнической школе в Париже.

### Научная и преподавательская деятельность
Занимал должности профессора физики Болонского университета, потом в университете в Равенне. С 1840 года — профессор физики Пизанского университета, а с 11 февраля 1864 года — почётный профессор этого университета.
В 1843 году выступил в качестве соучредителя журнала «Il Cimento», а в 1853 году соучредителем журнала «Nuovo cimento».
13 ноября 1862 года основал Высший технический институт в Милане. Является основателем Музея археологии и нумизматики.
С 20 мая 1865 года — директор музея физики и естествознания Флорентийского университета. Занимал должность директора Кабинета экспериментальной физики Пизанского университета.
Продолжил исследования Луиджи Гальвани. Внёс значительный вклад в развитие электрофизиологии, в 1830—1840 годах показал, что в мышце всегда может быть отмечен электрический ток, который течёт от её неповрежденной поверхности к поперечному разрезу.
В 1858 году открыл эффект Маттеуччи, то есть обнаружил, что скручивание ферромагнетика с током создает магнитное поле.

### Административные посты
В Великом герцогстве Тосканском занимал пост директора электрического телеграфа.
Занимал должности генерального инспектора телеграфа, вице-президента административного совета государственного электрического телеграфа, вице-президента Административно-технического совета Генеральной дирекции телеграфа.
С 6 ноября 1864 года по 26 декабря 1866 года и с 20 октября 1867 года по 18 марта 1868 года — вице-президент Высшего совета народного просвещения

### Политическая карьера
Был Сенатором Великого Герцогства Тосканского. С 1848 года по 1849 год — секретарь Сената Великого Герцогства Тосканского.
С 1859 года — член Государственного совета Великого Герцогства Тосканского.
18 марта 1860 года назначен, 23 мая 1860 года утверждён и 2 апреля 1860 года принял присягу Сенатора Сардинского королевства.
С 31 марта по 7 декабря 1862 года занимал пост Министра народного просвещения в правительстве Урбано Раттацци.

## Награды
- Орден Святых Маврикия и Лазаря:
  - Кавалер Большого креста (21 мая 1865 года)
  - Командор (11 августа 1859 года)
  - Кавалер
- Великий офицер ордена Короны Италии (22 апреля 1868 года)
- Савойский гражданский орден (24 июня 1860 года)
- Кавалер ордена Святого Стефана Великомученика (Великое герцогство Тосканское)
- Кавалер ордена Святого Иосифа (Великое герцогство Тосканское)
- Орден Почётного легиона (Франция):
  - Командор
  - Кавалер

## Академические и другие научные звания
- С 1840 года — член Национальной академии наук Италии, а с 27 августа 1866 года по 1868 год — президент этой академии.
- С 8 августа 1844 года — член-корреспондент Ломбардийского института наук и литературы в Милане.
- Член-корреспондент Парижской академии наук (1857)[3]
- В 1860—1866 году — член Общества политэкономии в Турине.
- С 1860 года — член Академии наук, литературы и искусства в Модене.
- С 6 января 1861 года — член Академии наук в Турине
- С 1 декабря 1863 года — член-корреспондент Королевского общества в Неаполе, а с 3 мая 1864 года — действительный член этого общества..
- Член Тосканской академии искусств и рукоделия
- Член-корреспондент Института наук, литературы и искусства в Венеция.
- С 1867 года — член Итальянского географического общества.
- Основатель Итальянского альпийского клуба

## Труды
Он написал: «Lezioni di fisica» (Пиза, 1861), «Lezioni sui fenomeni fisico-chimici dei corpiviventi» (18 46), «Manuale di telegrafia elettrica» (1851), «Cours spécial sur l’induction, le magnétisme de rotation etc.» (П., 1854).

## Память
В память о Маттеуччи с 1868 года присуждается медаль Маттеуччи, её первым обладателем стал Герман Гельмгольц, в дальнейшем среди награждённых были Томас Эдисон, Альберт Эйнштейн и другие выдающиеся учёные. 
В честь Маттеуччи также получил латинское номенклатурное название род папоротников Страусник (лат. Matteuccia).